# Santa Cristina d'Aituà
Santa Cristina d'Aituà és l'església del poble d'Aituà, del terme comunal d'Escaró, a la comarca del Conflent, de la Catalunya del Nord.
Està situada al sud-est del poble, a prop de la Ribera d'Aituà.
És l'única església del Conflent dedicada a santa Cristina, i s'hi fa aplec el dia de la santa, el 24 de juliol.

## Història
L'església de Santa Cristina va ser construïda al segle xvi gràcies a l'aportació que Joan Parent va fer de 35 "jornals de terra" per a finançar la construcció d'una església a Aituà, i que el canonge Boscà vengué el 1592 per 75 lliures (segons documentació trobada per Albert Cazes als arxius del notari Joan Puigmitjà).
Recentment (novembre del 2012), l'associació "Escaro Aytua patrimoine d'hier et de demain" feia saber que a la primavera del 2013 començarien treballs de restauració de l'església amb aportacions de l'ajuntament, la "Fondation du patrimoine" i les dels particulars que volguessin afegir-se a la campanya de recollida de fons que s'estava fent des de temps enrere.

## Arquitectura i decoració
És d'estil neoromànic i dimensions reduïdes, de nau única acabada en un absis semicircular amb cobertura de quart d'esfera. El campanar d'espadanya és insòlitament alt, amb dues obertures verticals superposades una a l'altra.
Conserva un calze de començaments del segle xvii i efígies de santa Cristina (amb la palma del martiri, en una estàtua-reliquiari del XVII), santa Anna i sant Jaume. Havia tingut un retaule que sembla que desaparegué als anys 70 a causa d'un incendi al taller on l'estaven restaurant.